# Johann Rinck

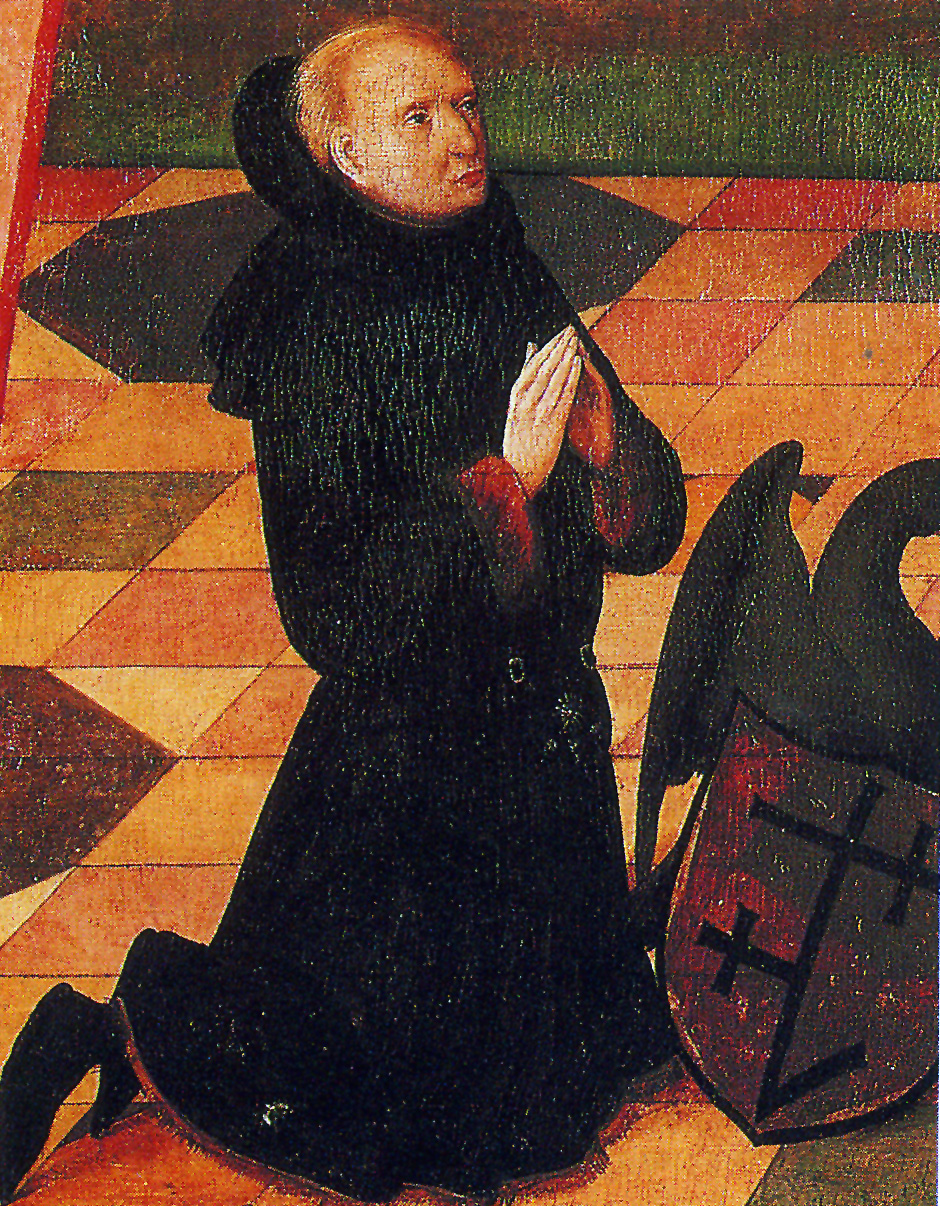
Johann Rinck
Kölner Ratsherr (Zeughaus)

Johann Rinck (oder Rink, Rynck; * letztes Viertel des 14. Jahrhunderts in Korbach; † 1464 in Köln) war der bekannteste Vertreter der Patrizierfamilie Rinck und als Kaufmann und Ratsherr im Köln des Spätmittelalters tätig.

## Familiendynastie Rinck
Stammvater der einflussreichen Kölner Familie ist dem Genealogen Anton Fahne zufolge wohl Conrad Ryngk de Corbecke aus Korbach, wo er Bürgermeister war. Die Familienmitglieder betätigten sich im Goldschmiedegeschäft, Fern- und Tuchhandel. Der Familienname Rinck leitet sich von der Goldschmiedetätigkeit ab.

## Werdegang des Johann I Rinck
Der Tuchhändler Johann I Rinck wurde 1423 „de Colonia mercator“ (der Kölner Kaufmann) genannt, als er noch Händler in England war; er erwarb erst 1432 das Kölner Stadtrecht. Im Jahr 1426 heiratete er die Kölnerin Geirtgin (Gertrud) Blitterswich; nach deren Tod (1439) ehelichte er 1447 Beelgin von Suchtelen, die reiche Witwe des Patriziers Tilmann Questenberg. Zwischen 1439 und 1457 war er in seiner Eigenschaft als Vertreter der Gaffel Windeck Mitglied des Stadtrates. Der zunehmende Reichtum des Johann Rinck ist an seinen Hauskäufen allein in der Hohen Straße abzulesen. Am 27. April 1430 kaufte Rinck dort „Haus Nideggen“ (heutige Nr. 135); 1435 erwarb er das Nachbarhaus „Heimbach“ (Nr. 137), das er 1435 mit „Haus Nideggen“ verband und selbst bewohnte. Die Hälfte des Hauses „zur (neuen) goldenen Waage“ scheint Ehefrau Geirtgin in die Ehe mitgebracht zu haben; denn nach ihrem Tod konnte Rinck am 25. Juli 1439 die andere Hälfte erwerben und 1445 lastenfrei stellen. Durch Zusammenlegung entstand das für die Straßenbezeichnung namensgebende Haus „zur goldenen Waage“ (Nr. 133). 1448 raubten ihm englische Schiffer im Colewater (nahe Colchester) Waffen und Schiffstakelage. 
Johann Rink stiftete dem „Haus der schönen Frauen“ (sconvrouwe) – einem mittelalterlichen Bordell – 400 Gulden, damit sich die Mädchen von ihren Kupplerinnen befreien konnten. Dieses Bordell „sconvrouwe“ bestand schon ausweislich einer Steuerliste von 1286 („domus sconevrouwe“) in der Schwalbengasse 709 nahe dem Berlich und ist das älteste Frauenhaus Deutschlands, das erst 1525 städtisch wurde.

## Handel, Politik und Mäzenatentum

### Händler

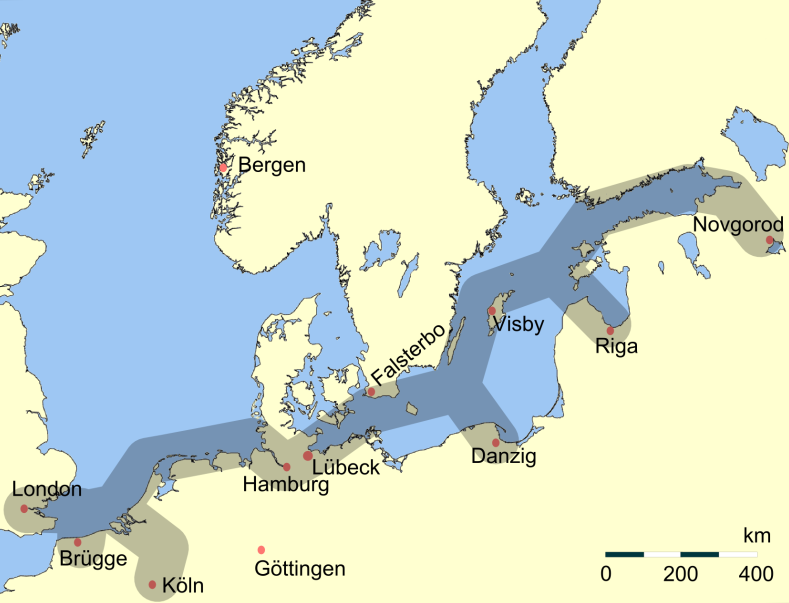
Handelsrouten der Hanse

Das von „Johann Rinck“ gegründete Handelsunternehmen basierte auf einem umfangreichen Warenangebot, dessen Vielfalt vom Handel mit Spezereien bis zum Waffenhandel, vom Kölner Tuch- und Weinhandel, aber auch vom edlen Pelz aus den Ostsee-Ländern bis hin zu Edelmetallen reichte. Rinck hatte ein untrügliches Gespür für Angebot und Nachfrage und handelte dementsprechend schnell. Sein Unternehmen war um 1450 zu einem „Konzern“ herangewachsen, dessen Aktivitäten über das Kerngebiet der Hanse weit hinausgingen. Rincks Handelsbeziehungen erstreckten sich entlang einer Achse London, Antwerpen, Köln und  Frankfurt (als Messestadt 1160 erstmals erwähnt). Er hatte aber auch Kontakte im nordöstlichen Europa sowie in Frankreich und Italien. 
Das mit der Zeit differenzierte Netz von Handelsgesellschaften und Beteiligungen, in denen später zumeist Familienmitglieder bestimmend koordinierten, ließ das Familienunternehmen in einem Maße anwachsen, dass auch immer häufiger eintretende Verluste wie durch Schiffskaperungen und Überfälle auf Warentransporte zu Land verkraftet werden konnten. Von seinem Kölner Kontor aus – Stammsitz der Familie war das Hofgut am Rinkenpfuhl zwischen der Schaafenstraße und der Mauritiuskirche – verwaltete Johann Rinck sein „Handelsimperium“. Mit zunehmendem Alter reduzierte er seine anstrengenden Geschäftsreisen und investierte entbehrliches Kapital in den Erwerb zahlreicher Renten und umfangreicher Immobilien. Rinck überließ die Geschäfte nun mehr und mehr seinen Nachkommen und wandte sich der lokalen Politik zu.

### Politiker
Johann Rinck vertrat als ein von seiner Zunft delegierter Ratsherr von 1439 bis 1460 die Interessen der Gaffel „Windeck“, in der sich speziell die mit England Handel treibenden Kaufleute organisiert hatten. Rincks 21-jähriges Wirken im Rat und die dort während dieser Zeit geknüpften Verbindungen und Freundschaften, sein Ansehen als Geschäftsmann, das Vermögen seiner Familie und auch das Auftreten als Mäzen der Stadt ebneten den Weg für seinen Neffen Hermann Rinck in das höchste Amt der Stadt. Hermann wurde im Jahr 1481 als erstes Mitglied der Familie in das Bürgermeisteramt der Stadt gewählt.

### Warenzeichen
Johann Rinck gab in seinen letzten Lebensjahren einige Gemälde in Auftrag, so das Bild Die Krönung Mariens (heute in München) oder sein eigenes Abbild, welches ihn kniend mit zum Gebet gefalteten Händen darstellt (Kölnisches Stadtmuseum). Auf diesen Bildern ließ Rinck durch den Künstler auch seine Hausmarke darstellen. Dieses Zeichen, ein bei großen Firmen im Handel verwendetes eigenes Emblem, war ein Güte- und Warenzeichen, welches über die Landesgrenzen hinaus bekannt und geschätzt war.
Das im obigen Bild unten rechts gezeigte Emblem entwickelte Rincks Sohn Peter († 1501) dann zu einem Wappen der Familie Rinck. Es zeigt einen Raben, der einen Ring (Rinck!) im Schnabel hält, wobei der Rabe wiederum als Halter für die in einem Schild präsentierte Hausmarke dient.

### Stifter
Johann Rinck vereinte in seiner Person den harten durchsetzungsfähigen Geschäftsmann und den mildtätigen gläubigen Christen. Aussagekräftiger ist jedoch sein Handeln. 

#### Stiftung St. Nikolai

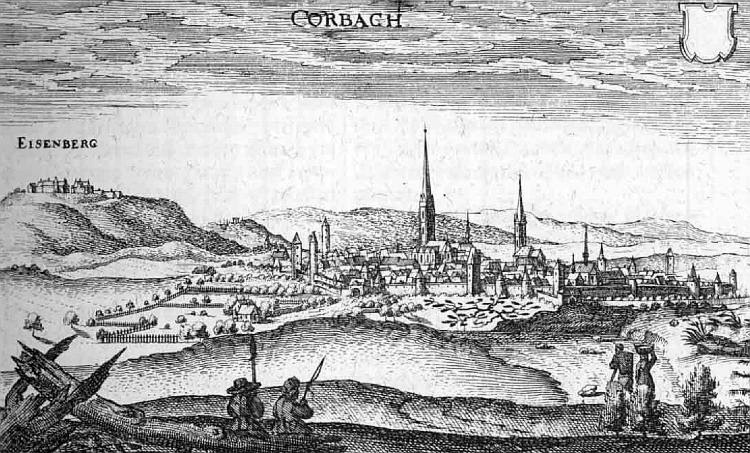
Korbach, nach Merian um 1655

Seine Geburtsstadt Korbach, die 1469 als Mitglied der Hanse erwähnt wird, vergaß er nicht. Rinck stiftete zunächst 6000 Gulden im Jahr 1450 und 1461 erneut 520 Gulden. Die erste Stiftung sollte der Fertigstellung der dortigen Nikolaikirche dienen, die zweite ein Geschenk an den Rat der Stadt Korbach sein. Die Stiftungen wurden durch den Kölner Erzbischof  Dietrichgenehmigt.

#### Stiftung St. Revilien

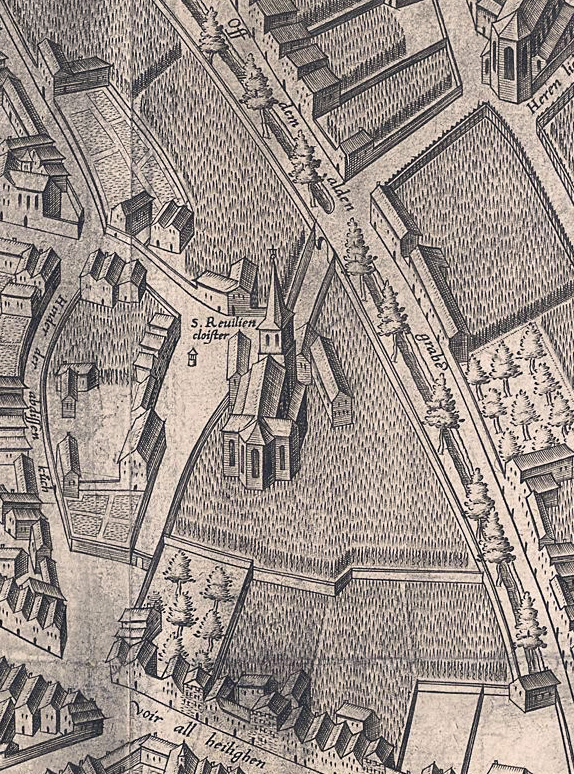
St. Revilien um 1571

Nach dem Tod Rincks erfüllte der Rat dessen Wunsch und bewilligte den Bau eines Hauses für die als Unsinnige bezeichneten geistig behinderten Menschen. Mit Hilfe der von Rinck zu diesem Zweck gestifteten 1000 Gulden wurde durch die Leitung des um 1450 gegründeten Krankenspitals des Stiftes St. Revilien in der Stolkgasse im Jahr 1465 ein unbewohntes Beginenhaus umgebaut. 
Das Haus der wansynniger lude enthielt zunächst sechs mit Stroh ausgelegte Kammern, sogenannte Geckhuseren, die jeweils einer Person zugedacht waren. Wechseln des Strohs und eine Säuberung der Kranken durch einen Bartscherer, welcher ihnen auch den Kopf schor, erfolgte viermal im Jahr. Renitente Kranke wurden angebunden oder angekettet. Da zu dieser Zeit Verständnislosigkeit und Rohheit gegenüber geistig Behinderten alltägliches Verhalten war, die Kranken oftmals sogar zur Volksbelustigung herhalten mussten, war die durch Johann Rinck ermöglichte Einrichtung für damalige Verhältnisse ein immenser Fortschritt.

#### Stiftung St. Kolumba
Johann Rinck stiftete die 1448–1464 gebaute Marienkapelle, angebaut an der Nordost-Seite des Chores von St. Kolumba in Köln, geweiht im Mai 1496. In seinem Testament von 1463 vermachte er umfangreiches Vermögen und ist begraben (1466) in der von ihm erbauten Kapelle in St. Kolumba.

## Nachfahren und Verwandte
Johann I hatte vier Kinder, Johann II, Peter, Gertrud (die Johann Dass ehelichte) und Styngin (die Nonne wurde). Berühmtestes Kind war Peter Rinck; er wählte eine geistliche Laufbahn und war Professor an der juristischen Fakultät der Universität zu Köln. Er wechselte 1444 zur Universität Erfurt, 1451 nach Paris und kehrte 1452 nach Köln zurück, wo er zwischen 1484 und 1485 als Rektor der Universität fungierte. Peter Rinck gründete 1501 eine Stiftung für Findel- und Waisenkinder, deren Einkünfte 1523 den Bau eines Waisenhauses ermöglichte. Zusammen mit Hermann von dem Busche verfasste dessen Bruder Johann II Rinck am 16. Mai 1498 und 11. Oktober 1499 in Köln die Schrift „De verginis Mariae psalterio triplex hecatostichon“. Johann II Rinck, der älteste und reichste aller vier Geschwister, wurde am 2. März 1512 in den Adelsstand erhoben und erbaute neben dem Rinkenhof auch „Haus Königstein“ in der Schildergasse, wo er mit seiner Familie lebte. Er brachte es in seinem Todesjahr 1516 auch zum Bürgermeister.
Adolf Rinck (1472–1541) erwarb vom Kölner Kreuzherrn Hermann Kneyart zwei Häuser („zum großen und kleinen Kneyart“ aus 1260; Schildergasse 74–76) und errichtete auf dem Areal ab 1513 den bürgerlichen Prachtbau „zum goldenen Ring“ mit einer großen gewölbten Halle (1910 abgerissen). Peter Rinck machte 1513 das Anwesen zu seinem Stammsitz. Haus „Königstein“ (Kunincksteyn) wurde 1464 durch Hermann Rinck († 1541) erworben und ab 28. Juli 1513 neu erbaut. Bürgermeister Johann Rinck wohnte seit 1510 im Haus „Königstein“ (Rinkenpfuhl 24) mit einer 1511 geweihten Kapelle (beide 1894 abgebrochen). Der auf dem Rinkenpfuhl 4 gelegene „Berleppsche Hof“ mit Ritterturm gehörte ebenfalls der Familie Rinck, der Pfuhl auf der Straße wurde 1685 beseitigt. Graf von Berlepp aus Sachsen erwarb das Anwesen nach dem Tod des Rinck. 